# Rezolucija Vijeća sigurnosti UN-a 1895
Rezolucija Vijeća sigurnosti Ujedinjenih naroda 1895 jednoglasno je usvojena 18. studenoga 2009. godine.

## Rezolucija
Vijeće sigurnosti jutros je ovlastilo Stabilizacijske snage Europske unije (EUFOR) na još godinu dana, do 18. studenoga 2010., s mandatom da osiguraju nastavak poštivanja Daytonskog mirovnog sporazuma kojim je okončan rat u Bosni i Hercegovini 1995. godine.
Jednoglasno usvojivši rezoluciju 1895 (2009), Vijeće je također pozdravilo odluku da se u zemlji zadrži sjedište Organizacije Sjevernoatlantskog saveza (NATO), koje je predvodilo multinacionalne stabilizacijske snage (SFOR) koje su 2004. predale odgovornosti za očuvanje mira EUFOR-u, priznajući pravo obiju organizacija da poduzmu sve potrebne mjere za obranu od napada ili prijetnji.
Vijeće je ponovilo da primarna odgovornost za daljnju provedbu Mirovnog sporazuma leži na bosanskohercegovačkim vlastima. Njihovo poštivanje – posebice puna suradnja s Međunarodnim sudom za bivšu Jugoslaviju – odredilo bi daljnju spremnost međunarodne zajednice i glavnih donatora da pruže potporu, navodi se u rezoluciji.
Vijeće je također naglasilo svoju punu potporu Visokom predstavniku u praćenju provedbe Mirovnog sporazuma i priznalo da je on konačni autoritet na terenu u pogledu tumačenja civilne provedbe Sporazuma.

## Vanjske poveznice
| Wikizvor | Engleski Wikizvor ima izvorni tekst na temu: United Nations Security Council Resolution 1895 |

- Text of the Resolution at undocs.org